# 村田五郎
村田 五郎（むらた ごろう、1899年（明治32年）4月11日 - 1982年（昭和57年）3月24日）は、日本の内務官僚。官選群馬県知事、情報局次長。

## 経歴
愛知県出身。実業家・村田義教の長男として生まれる。台北中学、第八高等学校を経て、1923年3月、東京帝国大学法学部政治学科を卒業。1922年11月、高等試験行政科試験に合格。1923年5月、内務省に入り富山県警部として警察部警務課に配属された。
以後、富山県氷見郡長、東京府内務部農林課長、同学務部社会課長、同知事官房主事兼秘書兼文書課長、東京府工業組合監督官、大分県書記官・警察部長、警視庁衛生部長、同庁官房主事、厚生省体力局体育課長、内務秘書官・警保局外事課長、福岡県総務部長、内務省地方局振興課長、兼平沼騏一郎国務大臣付秘書官、内務事務官・警保局保安課長などを歴任。
1941年10月、群馬県知事に就任。1943年4月、情報局次長に転じ、1944年7月まで在任し退官。
戦後、1946年9月から1951年10月まで公職追放となった。1966年7月に自民党の政治資金団体・国民政治協会会長に就任。
1979年2月24日、国際勝共連合と自民党の国防関係国会議員が中心となり、「スパイ防止法制定促進国民会議」が設立された。呼びかけ人は木内信胤、朝比奈宗源、宇野精一、郷司浩平、宝井馬琴、三輪知雄の6人。サンケイ会館で設立発起人総会が開かれ、村田は発起人に名を連ねた。

## 栄典
- 1944年（昭和19年）8月25日 - 正四位[5]

## 親族
- 妻 - 豊子（田中光顕実子）（田中遜女）[6]
- 大姪 - 田中敦子[7]

## 伝記・文献
- 村田光義『海鳴り - 内務官僚村田五郎と昭和の群像』上・下巻、芦書房、2011年。
- 内政史研究会『内政史研究資料 第139 - 145集』村田五郎氏談話速記録、1981 - 1983年。